# 2-я Герцеговинская лёгкая пехотная бригада
2-я Герцеговинская лёгкая пехотная бригада (серб. Друга херцеговачка лака пјешадијска бригада) — легкопехотная бригада Войска Республики Сербской, состоявшая в Герцеговинском корпусе. В зону ответственности входила территория общины Коньиц. Командование бригады находилось в местечке Борци. Из более чем тысячи солдат бригады в Боснийской войне погибло 166 человек.

## История
Предшественником 2-й Герцеговинской бригады был 1-й отряд Сербской территориальной обороны, образованный в Борцах 15 апреля 1992 года. Командиром отряда был полковник ЮНА Душан Вукое, а 17 апреля состоялся первый бой отряда. После образования 2-й Герцеговинской лёгкой пехотной бригады (также известной как Коньицкая) она была включена в Герцеговинский корпус 12 июля. Участвовала в обороне Борацкого озера у Коньица и Главатичево: несмотря на тактические ошибки в плане организации обороны на протяжённости 70 км, бригада справлялась со своими обязанностями в течение всей войны.
Личный состав бригады был укомплектован сербами из общин Коньиц и Невесине. Численность достигала одной или полутора тысяч человек. Бригада была уникальной в том плане, что в её составе было как минимум 250 женщин и огромное количество детей-солдат и стариков.
Бригада была расформирована в феврале 1996 года после вывода всех сил Армии Республики Сербской из общины Коньиц, которая, согласно Дейтонскому соглашению, была передана Федерации Боснии и Герцеговины.

## Память
16 апреля 2016 года в городе Гацко прошла поминальная служба, на которой верующие вспоминали погибших в годы Боснийской войны жителей общины Коньиц. Был освещён памятник сербским жителям, убитым во время войны: памятник представляет собой открытую книгу, которая находится у Церкви Святой Троицы, а в книге изображены имена 382 жителей Коньица (в том числе и дети), погибших во время войны. Из них 166 погибли как военнослужащие 2-й Герцеговинской лёгкой пехотной бригады, 9 — добровольцы, 35 — жертвы концлагерей Челебичи и Мусала, 13 — бойцы других вооружённых формирований Войска Республики Сербской, погибшие на территории общины, 24 — жители Коньица, погибшие на других участках войны, 135 — гражданские из общины Коньиц, погибшие во время войны.